# Jay Foreman (comediante)
Jay Foreman (Londres, 4 de outubro de 1984) é um YouTuber, músico e comediante britânico.

## Biografia
Criado por pais judeus, cresceu em Stanmore, Londres. Ele tem uma irmã e um irmão. Este, Darren Foreman, também músico, é conhecido como "Beardyman".
Estudou, de 1996 à 2003, no Queen Elizabeth's School, uma escola pública de excelência para meninos em Barnet, noroeste de Londres.
Em seguida, graduou-se na Universidade de York; onde começou a tocar e compor músicas cômicas no violão.

## Carreira

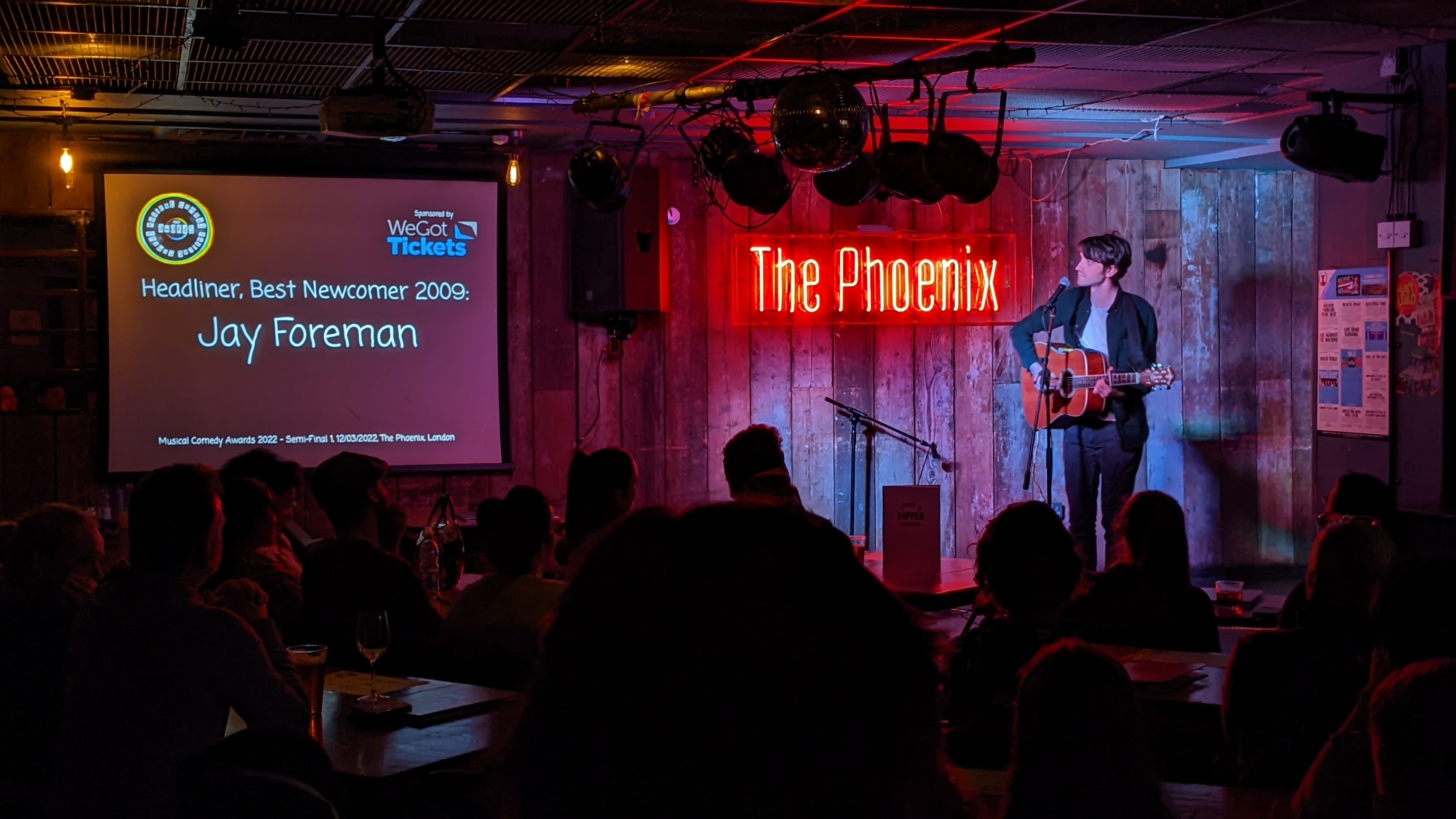
Apresentação de Foreman no Musical Comedy Awards 2022

Foreman foi apresentado como o BBC New Talent Pick of the Fringe 2007; ganhou, na categoria Best Newcomer, o Tuborg Musical Comedy Awards 2009 e ficou, ademais, em terceiro lugar no Musical Comedy Awards 2010 .
Em 2009, Foreman contribuiu com a composição de jingles no podcast semanal de comédia Answer Me This!. Em 2011 e 2012, junto com Dave Gorman, fez a turnê Dave Gorman's PowerPoint Presentation Tour.
Apresentou, outrossim, o The General Election Xplained, um vídeo difundido em todas as escolas de ensino médio no Reino Unido em 2010, com um conteúdo informativo apresentado de maneira lúdica e cômica. Por essa produção, Foreman ganhou ouro no Festival de Nova York na categoria de Melhor Filme de Relações Públicas.
As músicas de Jay Foreman são ouvidas, ocasionalmente, na BBC Radio 4, Radio 4 Extra, The One Show e London Live TV.

### Youtube
Foreman criou seu canal no YouTube em abril de 2006, originalmente com o nome de usuário "jayforeman51".  O canal conta com uma grande sorte de clipes de seus shows de comédia, séries educacionais irônicas, como Map Men (apresentado com Mark Cooper-Jones), Politics Unboringed, Unfinished London e videoclipes de suas músicas. À 2 de março de 2022, Foreman já tinha mais de 1.130.000 assinantes e acumulara mais de 139 milhões de visualizações em seus vídeos públicos.

## Vida pessoal
À junho de 2019, Foreman e sua parceira, Jade Nagi, anunciaram, pelo twitter, que tinham noivado. Em agosto de 2021, casaram-se no Fanhams Hall em Ware, Hertfordshire.
Foreman se considera ateu .